# Van Os (familie)
Deze familie Van Os behoorde aan het einde van de 16e eeuw en in de eerste helft van de 17e eeuw tot de gefortuneerde Amsterdamse kooplieden, aanvankelijk gelieerd met de kapitaalkrachtige familie van de reder Gillis Hooftman. Afstammelingen van Pelgrom van Os behoren in de 18e eeuw tot de elite van Amsterdam en hadden honderd jaar later niet meer inzicht in de ingewikkelde familiegeschiedenis, ontstaan omdat de vrijgezel Jan van Os, de kinderen van zijn overleden broer Pelgrom opvoedde en ruzieden over de verdeling van het huizenbezit.

## Willem Simonsz. van Os
Willem Simonsz van Os (-1623) was een zeemtouwer en leerbereider, afkomstig uit Oss, die zich in 1571 in 's-Hertogenbosch liet inschrijven als poorter. Willen Simonsz. (soms ook Wilbert, Wijlbord of Willebort geheten) trouwde met Maritje Pelgroms en/of Merrij Jans, de bronnen zijn niet eenduidig. Het echtpaar had twee kinderen Janneke en Pelgrom, toen zij in december 1579 in paniek uit 's-Hertogenbosch vluchtten, nadat duidelijk was geworden dat het stadsbestuur niet overging tot de erkenning van de Unie van Utrecht en Alexander Farnese, de hertog van Parma om bescherming vroeg. De calvinisten in ’s Hertogenbosch wilden in 1579 aansluiting bij de Unie van Utrecht, maar het katholieke stadsbestuur verzoende zich echter met Parma, waarna 1/5 van de bevolking de stad verliet. Jan, hun derde kind, werd in 1582 gedoopt in de Oude Kerk (Amsterdam).
Toen Janneke in 1594 trouwde, woonde de familie in de Warmoesstraat, destijds de duurste straat van Amsterdam. Bij de notaris werd een akte opgemaakt dat zij nog een jaar bij haar ouders mochten blijven wonen. Als het paar binnen die tijd uit elkaar zou gaan, zou de echtgenoot geen recht hebben op geld, ook niet als zij zwanger of reeds een kind had. 
In 1596 kocht Van Os in het Pruisische Koningsbergen een partij rogge, nat en in slechte conditie. De graanprijzen zouden in dat jaar in heel Europa tot dramatische hoogte stijgen, zodat de Amsterdamse kooplieden goede winsten maakten. In 1603 kocht Van Os een stuk grond buiten de Haarlemmerpoort, toentertijd bekend als "het Spaansche Leger". Tien jaar later ontstond daar de Brouwersgracht. In juni 1605 kocht Willem Symonsz. van Os een erve en mouthuys met packhuys bij de Gasthuysmolenpoort. Het erf was 11,32m (40 voet) breed en iets meer als 30m (108 voet) lang en tot stand gekomen bij de Eerste vergroting van Amsterdam.
In 1606 kocht Willebord 74 loten van zijn zoon Pelgrom ten bate van het Haarlemse Oudemannenhuis (tegenwoordig het Frans Halsmuseum). Ook zijn dochter Janneke en zijn zuster Hendrickje kochten loten, Jan was minder gecharmeerd en kocht niets. In het pand In de Vries werden zoveel loten verkocht - ook aan lieden uit Zwolle en Utrecht - dat de indruk wordt gewekt dat iedere m² werd bewoond of onderverhuurd. Janneke van Os stierf in 1606. Dat de grote klok van de Oude kerk werd geluid, betekent dat zij katholiek was geworden, in tegenstelling tot de rest van de familie.
In 1607 verging echter een schip, waarop Wilbert en zijn zoon Pelgrom witte was en talk lieten vervoeren, producten die noodzakelijk waren voor de leerbereiding.

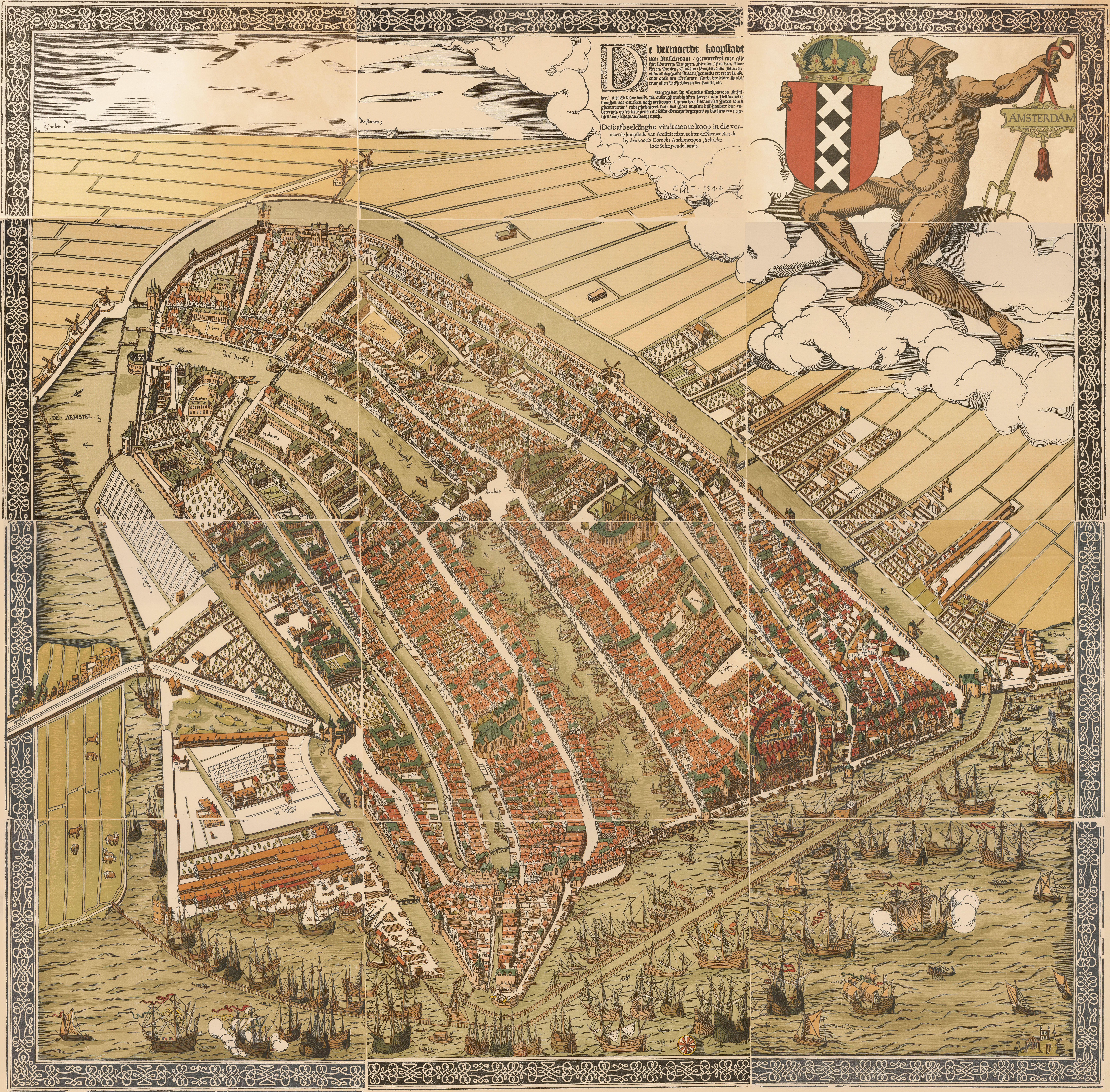
Amsterdam in vogelvlucht. 1544. Ingekleurde houtsnede.

## Pelgrom van Os
Pelgrom van Os (1578-1621) was een koopman op Spanje, de Levant en later Brazilië. Hij trouwde in 1604 met Catharina Hooftman, een rijke koopmansdochter. De Antwerpse familie Hooftman was via Bremen in Amsterdam en Haarlem terechtgekomen). Ze woonden in de Gecroonde Lely, tegenwoordig Warmoesstraat 31. Pelgrom van Os was collectioneur van de loterij. Hij had een sierlijk handschrift en de bijbehorende rijmpjes zijn godsvruchtig. Zijn vrouw kocht 130 loten, een verbazingwekkend aantal.
Pelgrom verhuisde in 1607 naar een pand op de Zeedijk. Het echtpaar kreeg zeker zeven kinderen; vier stierven op jonge leeftijd. De doop van Jan is nooit ingeschreven, de koster van de Oude Kerk had het in 1616 waarschijnlijk te druk met het begraven van de vele doden als gevolg van de pest (ziekte). 
In 1612 probeerde Pelgrom alsnog een verzekering af te sluiten op een schip, dat naar gerucht in de Middellandse Zee was vergaan. Dat kostte hem zijn goede naam. In 1614 ging de lading van een schip verloren tijdens een storm voor de kust van Brazilië. Pelgrom van Os moest als een van de twee verzekeraars een koopman in Rouaan uitbetalen. Het gevolg was dat hij zijn faillissement moest aanvragen. Pelgrom betrok een huurpand in de Monnikstraat om de nieuwbouw op het terrein van de voormalige mouterij aan het Singel uit het faillissement te houden. In 1618 is Pelgrom van Os gedwongen de huizen en grond, eigendom van zijn vrouw Catharina Hooftman, in Antwerpen te verkopen. Toen hij stierf in 1621, werd er een uitgebreide boedelbeschrijving opgemaakt. Zijn weduwe overleed in 1622 in de Bloedstraat.

## Jan van Os
Jan van Os (1582-1657), nooit getrouwd, werd in 1623 benoemd als voogd over de drie kinderen van zijn broer Pelgrom. Catharina (12 jaar), Jan (6 jaar) en Gilles (4 jaar) hoefden niet naar het Burgerweeshuis. Vervolgens probeerde Jan van Os het huis in de Warmoesstraat te verkopen. De eerste koper liet echter verstek gaan, maar in 1624 werd het pand verkocht. In 1631 werd het vermogen van Jan van Os geschat op 60.000 gulden. Volgens het boek Vier Eeuwen Herengracht verkocht Jan van Os rond 1640 de beide huizen, grenzend aan zijn achtererf, aan de Herengracht. Hij liet zijn testament opmaken op 20 augustus 1657 toen hij ziek op bed lag en overleed na enkele dagen. Zijn neef Jan en de kinderen van de naar veronderstelling overleden neef Gilles erfden de beide huizen. De beide dienstbodes, Trijntje van Scholstrate en haar jongere nicht, kregen resp. 1.000 en 300 gulden. Ook de armen in de Nederduits Gereformeerde Kerk (later Nederlandse Hervormde Kerk) kregen 100 gulden toebedeeld. Enige maanden later, op 3 oktober, meldde de vermist gewaande Gillis van Os zich bij de notaris.

## Jan van Os (de Jonge)
In de daaropvolgende jaren werd zijn broer Jan van Os (de Jonge) (1616-1657), aangeslagen als de eigenaar van twee panden op het Singel (268 en 270). Jan was huidenkoopman en in 1641 getrouwd met Susanne van Hersbeeck (of Hartsbeeck). Beide woonden op de Koningsgracht, dat wil zeggen het Singel. Waarschijnlijk was zij zijn buurmeisje, want in 1650 behoorde Singel 272 aan Isaäc van Hersbeeck, haar vader, die in 1653 aan Rembrandt geld leende. De 4.200 gulden kreeg hij terug, maar moest hij negen jaar later weer uitbetalen aan Titus van Rijn. Titus verloor 13.000 gulden vanwege de processen.
In 1674 werd een uitzonderlijke belasting opgelegd, nadat de Republiek in oorlog was geraakt Engeland en Frankrijk, de zogenaamde Hollandse Oorlog. De nabestaanden van Jan van Os betaalden ook voor de niet bij name genoemde kinderen van Gillis. Susanne van Hersbeeck sleet haar laatste jaar, ziek en in bed liggend, bij haar dochter Susanne in de Dijkstraat op de Lastage. Volgens haar testament uit 1677 zou Johanna de diamant erven, die zij volgens de notariële akte iedere dag droeg. De drie overige dochters erfden het goud, zilver, juwelen en de huisraad.
Singel 272 kwam na de dood van Susanna van Hersbeeck in het bezit van haar nicht Catharina Laurentius (1654-1727). Zij was regentes van het Burgerweeshuis en de echtgenote van Dirk Munter (1648-1701). Hij werd twee keer burgemeester. Het kinderloze echtpaar woonde riant op Herengracht 54; Singel 272 ging over in handen van Dirck Trip. Zijn vader Lucas Trip erfde de hofstede Meervliet bij Velsen. De volgende eigenaren waren Dirk Trip (de jonge), Jacoba Elisabeth van Strijen, Carel George van Wassenaer Obdam, Jacob Unico Wilhelm van Wassenaer Obdam en zijn enige erfgenaam Marie Cornelie van Wassenaer Obdam.
Franz Anton Palme een glaskoper, afkomstig uit Parchen in Bohemen kocht Singel 270 in 1770. Zijn vader was Joseph Pallme-Mahl. De broers Joseph en Christof stichtten in 1724 een glasfabriek bij Steinschönau, het nabijgelegen dorp, en leverden kroonluchters aan Europese vorstenhuizen. Zijn moeder heette Elisabeth Zahn. In diverse Europese steden, zoals Amsterdam hadden de familie Palme, glasmakers, een filiaal. Ook de gebroeders Zahn waren afkomstig uit Parchen en leverden tussen 1850 en 1880 glas voor verschillende gebouwen van Artis en R.K. kerk De Krijtberg.